# Darren Lange
Darren Neil Lange (Toowoomba, 5 de agosto de 1971) es un deportista australiano que compitió en natación.
Ganó cuatro medallas en el Campeonato Pan-Pacífico de Natación entre los años 1991 y 1995. Participó en los Juegos Olímpicos de Barcelona 1992, ocupando el octavo lugar en la prueba de 4 × 100 m libre.

## Palmarés internacional
| Campeonato Pan-Pacífico | Campeonato Pan-Pacífico  | Campeonato Pan-Pacífico | Campeonato Pan-Pacífico |
| Año                     | Lugar                    | Medalla                 | Prueba                  |
| ----------------------- | ------------------------ | ----------------------- | ----------------------- |
| 1991                    | Edmonton (Canadá)        | Medalla de plata        | 4 × 100 m libre         |
| 1991                    | Edmonton (Canadá)        | Medalla de bronce       | 50 m libre              |
| 1993                    | Kobe (Japón)             | Medalla de plata        | 4 × 100 m libre         |
| 1995                    | Atlanta (Estados Unidos) | Medalla de plata        | 4 × 100 m libre         |